# Barrika
Barrika – gmina w Hiszpanii, w prowincji Biskaja, w Kraju Basków, o powierzchni 7,7 km². W 2011 roku gmina liczyła 1510 mieszkańców.